# ガストン・ドフェール
ガストン・ドフェール（デフェール、フランス語：Gaston Defferre、1910年9月14日 - 1986年5月7日）は、フランスの政治家。フランソワ・ミッテラン政権で第9代内務大臣を務めた。

## 生涯
1910年9月14日にエロー県マルシヤルグにて、セヴェンヌ地方のプロテスタント家系に誕生する。エクス＝アン＝プロヴァンス大学法学部で学び、戦前は弁護士、社会党（SFIO）員として活動。第二次世界大戦中は、社会主義者のレジスタンスグループに加わる。1944年にマルセイユ市長に当選する。1945年に総選挙に立候補し、国民議会議員に当選する。1959年に元老院議員。1950年に商船担当大臣として入閣。1956年に海外領土相に就任し、アフリカ植民地の放棄を準備した。
フランス南東部の政治ボスであり、社会党の長老として地元に君臨した。一方で地元では、フランス共産党が一定の勢力を保持した地域でもあり、マルセイユ市長としては、ド・ゴール派を除く中道右派諸党の協力を得て市政を運営していった。国政では、社会党（SFIO）と人民共和派（人民共和運動、MRP）の連合政権を支持していた。
1965年フランス大統領選挙では、選挙前にレクスプレスの特集で左翼候補としてドフェールが示唆されたが、ドフェールは立候補せずフランソワ・ミッテランが左翼統一候補となった。しかし、反ド・ゴールに燃えるドフェールは中道と左翼の広範な統一戦線を目指し、1969年フランス大統領選挙では、ピエール・マンデス＝フランスを統一候補として擁立すべく運動するが失敗し、ドフェール自らが立候補するが惨敗。この敗北でフランスの左翼陣営は中道との連合を路線として採択することを止める結果となった。このようにドフェールは、政治戦略として共産党との提携を指向するミッテランとは一線を画していたが、1971年に統一社会党設立のためのエピネー大会では、ミッテランやドフェールの敵対者であったギー・モレとの確執を乗り越え、ミッテランを立てて新社会党（PS）設立に動いた。ミッテランが大統領に当選し、社会党政権が誕生すると1981年から1984年まで内務大臣を務めた。内務大臣としては1982年に地方分権化を推進した。その後、都市・地方計画相となり、在任中の1986年にマルセイユで死去した。

## エピソード
中道左翼紙「プロヴェンシャル」（Provençal）の社主で、「リベラシオン」の共同創業者のひとりであった。また、後には保守系の日刊紙マリディアンル（Méridional）を発行していた。